# Şuhut
Şuhut est une petite ville chef-lieu de district de Turquie dans la province d'Afyonkarahisar. Elle compte plus 11 000 habitants. Elle s'appelait autrefois Synnada en Phrygie.